# Boldesager
Boldesager er en bydel i Esbjerg, beliggende 2 km nord for Esbjerg Centrum. Boldesager hører til Esbjerg Kommune. I bydelen findes Boldesager Skole.
Området har været beboet i mindst tusind år, hvilket bevidnes af en fredet rundhøj, der nu ligger i en privat have.